# Садовне (гміна)
Гміна Садовне (пол. Gmina Sadowne) — сільська гміна у центральній Польщі. Належить до Венґровського повіту Мазовецького воєводства.
Станом на 31 грудня 2011 у гміні проживало 6128 осіб.

## Площа
Згідно з даними за 2007 рік площа гміни становила 144.72 км², у тому числі:
- орні землі: 65.00%
- ліси: 26.00%

Таким чином, площа гміни становить 11.87% площі повіту.

## Населення
Станом на 31 грудня 2011:
| Опис     | Загалом | Загалом | Чоловіки | Чоловіки | Жінки | Жінки |
| -------- | ------- | ------- | -------- | -------- | ----- | ----- |
| одиниця  | осіб    | %       | осіб     | %        | осіб  | %     |
| все      | 6128    | 100     | 2972     | 48.50    | 3156  | 51.50 |
| міське   | 0       | 100     | 0        |          | 0     |       |
| сільське | 6128    | 100     | 2972     | 48.50    | 3156  | 51.50 |

## Сусідні гміни
Гміна Садовне межує з такими гмінами: Коритниця, Косув-Ляцький.